# Himmelstjärnen, Hälsingland
Himmelstjärnen är en sjö i Härjedalens kommun i Hälsingland och ingår i Ljungans huvudavrinningsområde. Sjöns area är 0,032 kvadratkilometer och den är belägen 350 meter över havet.